# Mr Hudson
Benjamin Hudson McIldowie (Birmingham, 26 de Junho de 1979), conhecido pelo seu nome artístico Mr Hudson, é um cantor de pop e R&B do Reino Unido. Assinou contrato com a editora discográfica G.O.O.D. Music, fundada pelo rapper e produtor Kanye West. Hudson referiu várias influências musicais, tais como David Bowie, The Police, Marvin Gaye, Billie Holiday e Ella Fitzgerald. Quando não está a trabalhar para a GOOD Music, o cantor participa na banda BIGkids, cantando em conjunto com Rosie Bones.